# 참새 언덕

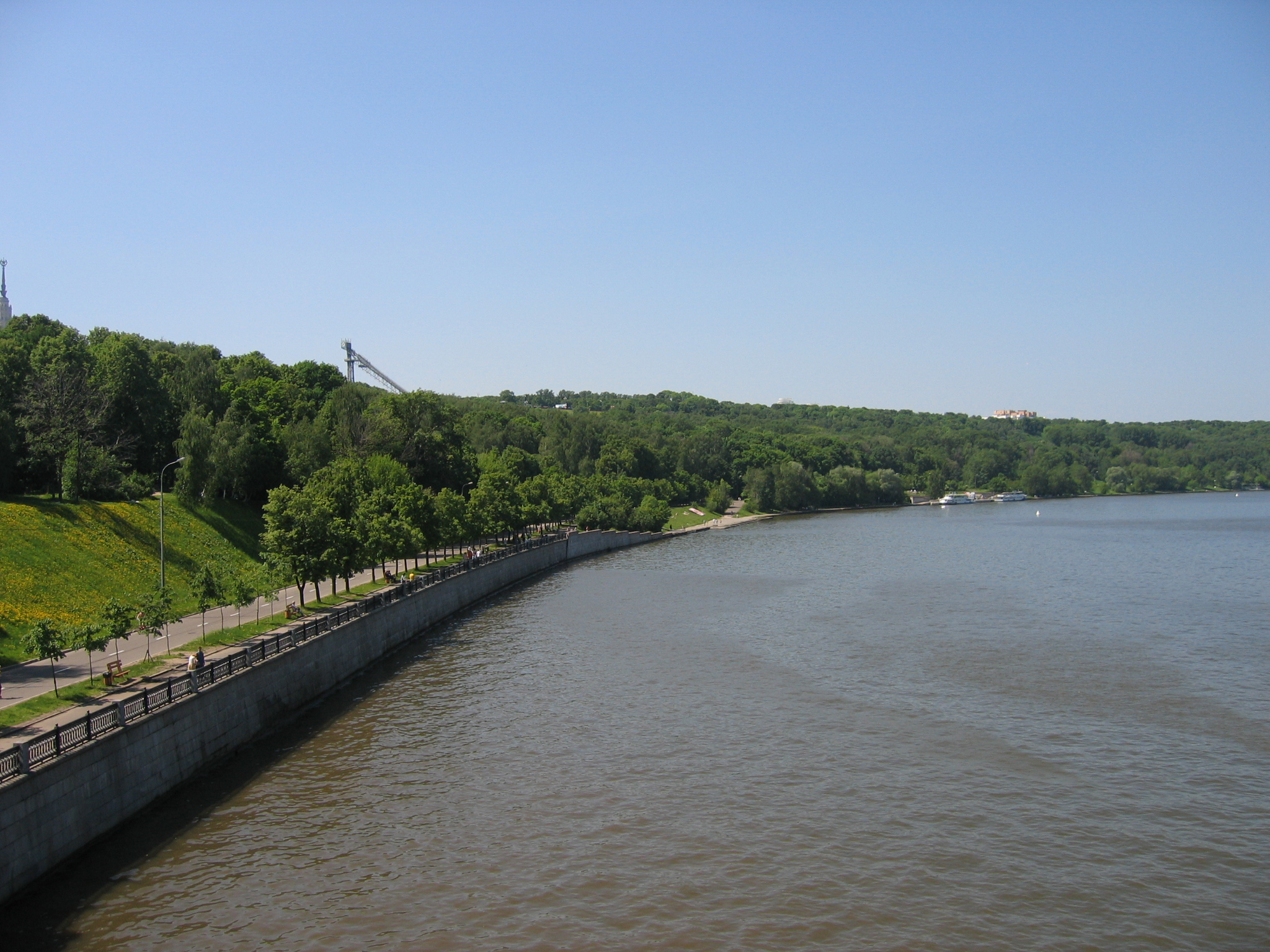
참새 언덕

참새 언덕(러시아어: Воробьёвы горы 보로비요비 고리[*])은 러시아 모스크바강 기슭에 있는 언덕이다. 러시아에서 높은 곳으로 꼽힌다.